# Медаль Военной доблести (Португалия)
Медаль Воинской доблести (порт. Medalha de Valor Militar) — государственная награда Португалии за военные заслуги. 
Высшая награда среди медалей Португалии вручаемых за военные заслуги. После Военного ордена Башни и Меча, Доблести, Верности и Заслуг медаль Воинской доблести занимает второе место в порядке приоритетности португальских военных наград.

## История
2 октября 1863 года декретом Государственного секретаря по делам войны была учреждена медаль Доблести (порт. Valor), как первый из трёх классов Военной медали.
Первоначально медаль Доблести имела два класса золото (MOV) и серебро (MPV), однако позже был добавлен младший класс – бронза (MBV).
Дизайн медали менялся в 1917, 1921, 1946 и 1971 годах.
28 мая 1946 года, в соответствии с декретом № 35667, медаль стала самостоятельной наградой, была переименована в медаль Воинской доблести.

## Положение
Медаль Воинской доблести вручается за героизм, экстраординарное поведение и храбрость или особо нравственные, мужественные и исключительные способности в принятии решений, будь то в военное или мирное время, но всегда в обстоятельствах, в которых существовала доказанная или предполагаемая опасность для жизни.
Медаль состоит из трёх классов. При награждении, вручаемый класс определяется воинским званием награждаемого.
| Класс                               | Золотая | Серебряная | Бронзовая |
| Изображение                         |         |            |           |
| Постноминальные литеры              | MOVM    | MPVM       | MBVM      |
| Планка                              |         |            |           |
| Планка с отличием (Пальмовая ветвь) |         |            |           |

## Описание

### Тип с 1863 по 1917 годы

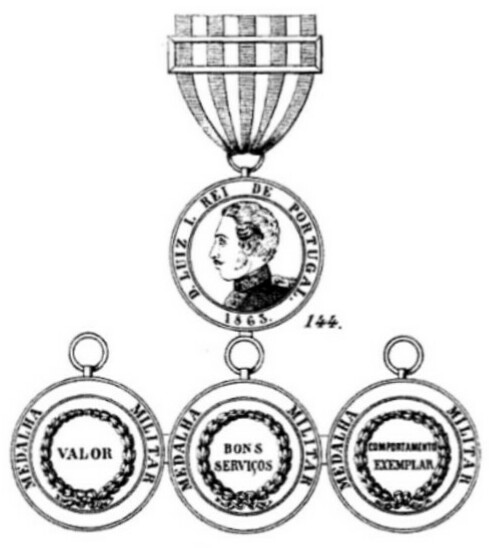
Военная медаль (аверс и реверсы по дивизионам)

Круглая медаль с кольцом для крепления к нагрудной ленте выполненная из металла соответствующего класса.
Аверс - погрудный профильный портрет португальского короля с соответствующей надписью по краю медали (например: «D. LUIZ I. REI DE PORTUGAL. 1863»).
Реверс – в центре в лавровом венке надпись: «VALOR», по краю медали надпись: «MEDALHA MILITAR».

### Тип с 1917 по 1921 годы
Круглая медаль с кольцом для крепления к нагрудной ленте выполненная из металла соответствующего класса.
Аверс – в центре женский погрудный профиль во фригийском колпаке (олицетворение республики), сверху от профиля год «1916» ограниченный по бокам пятиконечными звёздочками. по сторонам и снизу от профиля надпись: «REPUBLICA PORTUGUESA». По краю медали венок из лавровых ветвей, перевязанный внизу лентой.
Реверс – в центре в лавровом венке надпись: в две строки «VALOR», по краю медали надпись: «MEDALHA MILITAR».

### Тип с 1921 по 1946 годы
Круглая медаль с кольцом для крепления к нагрудной ленте выполненная из металла соответствующего класса.
Аверс – в центре женский погрудный портрет в анфас во фригийском колпаке (олицетворение республики), по сторонам от которого надпись: «REPUBLICA» и «PORTUGUESA».
Реверс – чуть сдвинутое в право изображение богини Ники с пальмовой ветвью в руке и трубящей в горн, слева от которой надпись в три строки: «MEDALHA / MILITAR / VALOR» и ниже год «1910».

### Тип с 1946 по 1971 годы
Медаль в виде мальтийского креста синей эмали, наложенного на венок из оливковых ветвей зелёной эмали с плодами красной эмали. В центре круглый медальон с широкой каймой белой эмали. В медальоне средний государственный герб в цветных эмалях. На кайме надпись: «VALOR MILITAR».
Реверс аналогичен аверсу за исключением центрального медальона, несущего на себе изображение двух сражающихся друг с другом воинов, выше которых по окружности надпись: «SINE SANGVINE NVILA VICTORIA».
Медаль при помощи переходного звена в виде венка, состоящего из оливковых ветвей зелёной эмали с плодами красной эмали, крепится к ленте.

### Тип с 1971 года
Медаль в виде креста с расширяющимися концами, выполненный из металла, соответствующего классу медали. Перекладины креста по краю орнаментированы лавровыми листьями, имеют бортик и внутреннюю кайму. Верхняя оконечность креста имеет декоративный элемент, при помощи которого крепится к ленте. Крест наложен на венок из двух лавровых ветвей зелёной эмали. В центре креста круглый медальон с широкой каймой синей эмали. В медальоне средний государственный герб в цветных эмалях. На кайме надпись: «VALOR MILITAR».
Реверс – матированный, с выгравированным именем награждаемого и годом вручения.
Лента медали шёлковая муаровая синего цвета с четырьмя равновеликими белыми полосками. На ленту золотого и серебряного классов крепится накладка в виде среднего государственного герба из металла соответствующего классу.